# 1764 az irodalomban
Az 1764. év az irodalomban.

## Megjelent új művek

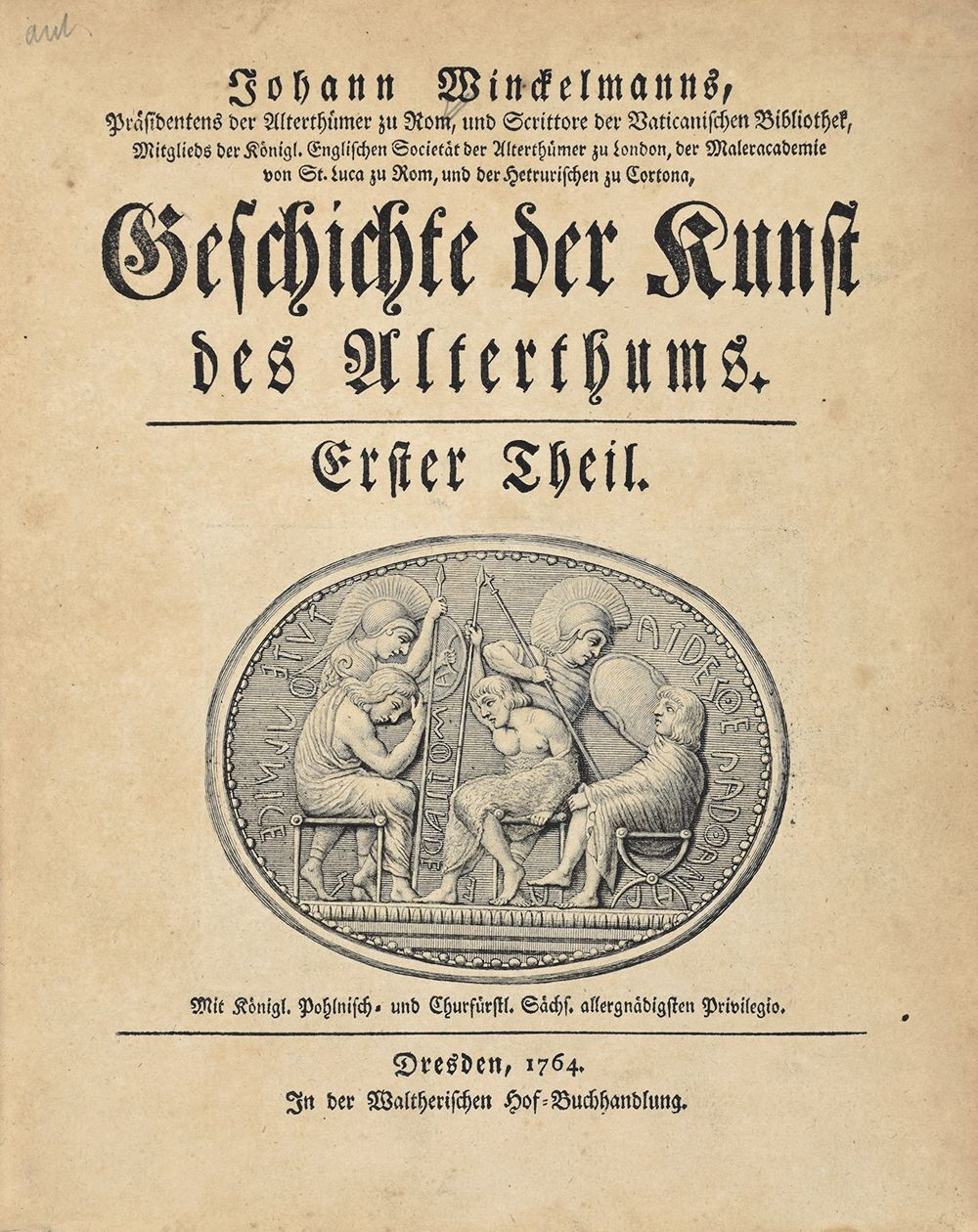
Winckelmann könyvének címlapja

- Horace Walpole kísértetregénye: Az otrantói kastély (The Castle of Otranto).
- Christoph Martin Wieland: Don Silvio von Rosalva, oder der Sieg der Natur über die Schwärmerey (Don Silvio avagy a természet győzelme a rajongás fölött).
- Johann Joachim Winckelmann korszakalkotó műve: Geschichte der Kunst des Altertums (Az ókori művészet története), melyben többek között lefektette a klasszicista művészet alapelveit.
- Cesare Beccaria olasz író, jogtudós büntetőjogi fő műve: A bűnökről és büntetésekről (Dei delitti e delle pene).[1]

### Dráma
- Nicolas Chamfort szatirikus vígjátéka: La jeune Indienne.

## Születések
- február 11. – Joseph Chénier francia drámaíró, költő († 1811)
- július 9. – Ann Radcliffe angol írónő († 1823)

## Halálozások
- december 22. – Amade László magyar költő (* 1703)